# ピーター・パン (ミュージカル)
『ピーター・パン』は、ジェームス・マシュー・バリーの戯曲『ケンジントン公園のピーター・パン』、小説『ピーター・パンとウェンディ』を基にして制作されたミュージカル作品である。
原作については『ピーター・パン』を参照のこと。

## 上演概要
『ピーター・パン』は、1904年のクリスマスシーズンにロンドンウエスト・エンドのデューク・オブ・ヨークス劇場で初演されている。その後も、イギリスやアメリカで版を変えて上演されていたが、ストレートプレイもしくはセミミュージカルの範疇の作品であった。
1954年メリー・マーティン主演でブロードウェイにおいて本格的なミュージカルとして初演された。ピーター・フォイの考案によるフライング（空中遊泳）が取り入れられた。メリーの体力的な問題もあり、上演は19週で終了している。
1975年に、ブロードウェイにてサンディ・ダンカン主演でリバイバル上演が行われ、ロングランを果たした。
1990年にも、リバイバル上演が行われている。

## 1950年版
1950年、ジェームス・マシュー・バリーの戯曲『ピーター・パンあるいは大人になりたがらない少年』を原作として作詞作曲レナード・バーンスタイン、ピーターパン役にジーン・アーサー、ジョージ・ダーリングおよびフック船長役にボリス・カーロフ、ウェンディ役にマーシャ・ヘンダーソンでミュージカル『ピーター・パン』が製作された。当初はバーンスタインの曲により本格的なミュージカルとなる予定だったが、主要キャストの音域の問題により『Who Am I? 』、『Pirate's Song 』、『Plank Round 』、『Build My House 』、『Peter Peter 』の5曲のみが使用されることとなった。
2000年、指揮者のアレクサンダー・フレイはバーンスタインのスコアを熟考し、1950年に演じられなかった45分間分のシーンなどを復活させた。復元部分には『Captain Hook Soliloquy 』、『Dream With Me 』の曲が含まれる。
2005年、フレイの指揮により録音されたCDがコフ・インターナショナル・クラシックスより発売された。配役はウェンディ役にブロードウェイのスターのリンダ・イーダー、フック船長にバリトンのDaniel Narducci  など。
2006年12月、ロンドンのイズリントンにあるキングズ・ヘッド・シアターにてピーター・パン役にキャサリン・キャスティン、フック船長役にピーター・ランド、ステファニー・シンクレア演出、マイク・ディクソンの新たな編曲によるフル・ミュージカルが初めて上演された。
2008年9月、ポルトガルのカスカイスでこのスコアの演奏でバーンスタインの娘ニーナ・バーンスタイン・サイモンズがナレーターとして参加したジェームス・マシュー・バリーのオリジナルの戯曲を織り込んだコンサートが行なわれた。出演はジェラルディン・ジェイムス(ナレーター)、 ジョン・サックヴィル=ウェスト(ピーター・パン)、シャーロット・エレット/レイチェル・ニコルズ(ウェンディ(Wキャスト))、ニコラス・レスター(フック船長)。
2008年12月、カリフォルニア州のサンタ・バーバラ劇場でAlbert Ihde 演出、フレイ指揮で戯曲全編が行なわれた。

## 1954年版
1904年のジェームス・マシュー・バリーの戯曲『ピーター・パン』およびこれを小説化した『ピーター・パンとウェンディ』を原作としている。大部分の曲の作曲はムース・チャーラップ、一部の曲の作曲はジューリー・スタイン、大部分の曲の作詞はキャロリン・リー、一部の曲の作詞はベティ・コムデンとアドルフ・グリーンにより行なわれた。
1954年のオリジナルのブロードウェイ版ではピーター・パン役をメアリー・マーティンが演じトニー賞ミュージカル主演女優賞、フック船長役をシリル・リチャードが演じトニー賞ミュージカル助演男優賞を受賞した。1955年、1956年、1960年にはNBCにて同じ主演者でテレビ放送され、1960年には何度か再放送された。この舞台は現在も再演され続けている。

### 背景およびオリジナルのブロードウェイ公演製作
20世紀初頭、様々な版の『ピーター・パン』が上演されてきた。オリジナルの戯曲を考慮し、パントマイムの伝統によりミュージカルのピーター・パンの役はメアリー・マーティン、サンディ・ダンカン、キャシー・リグビーなど通常女性により演じられる。
Los Angeles Civic Light Opera の創立者で監督であるプロデューサーのエドウィン・レスターは『ピーター・パン』のアメリカでの上演権を得てメアリー・マーティンのために音楽入りの舞台作品に脚色した。プレビュー公演では成功を果たせず、演出のジェローム・ロビンズは作詞にコムデンとグリーン、作曲にジュール・スタインを雇い、『Never Never Land 』、『Distant Melody 』などいくつかの曲が追加されフル・スケールのミュージカルとなった。このミュージカル作品ではバリーのオリジナルのエンディングの代わりに、バリーが後に書いた『An Afterthought 』のシーンを追加し、ピーターはウェンディに従い子供達を家に帰した。エンディングでは何年後かにピーターはウェンディをネヴァー・ネヴァー・ランドに大掃除のために連れて行こうとする。ウェンディは大人になり結婚して娘ができ、彼は長い時間が経ったことに気付く。彼は最初は落ち込んだが、ウェンディの娘のジェーンが彼の新しい母役になると言ったのを聞き喜んで彼女を連れて行く。
1954年10月20日、ニューヨークのウィンター・ガーデン劇場でミュージカル『ピーター・パン』が152公演限定で開幕した。チケット販売を請け負ったNBCは、限定公演ながらも興行的に成功し、1955年2月26日に閉幕した。改訂されたスコア、マーティンとリチャードのトニー賞受賞するほどの演技が成功に導いた。この時のブロードウェイ・キャストによるアルバムが製作され現在も販売され続けている。
ブロードウェイで『The Boy Friend 』、『Fanny 』、『Silk Stockings 』、『くたばれ!ヤンキース』など著名なミュージカルが目白押しの時期に開幕された。まだロサンゼルスでの試験興行の間に1955年3月7日からNBCのアンソロジー『Producers' Showcase 』でこの舞台が放送された。ブロードウェイ公演中は興行的な成功を収めたが、テレビ放送された時にはすでに閉幕されていた。

### テレビ放映
ニューヨークにあるNBCのプロダクション・マネージャーのフレッド・コーは3シーズン間の毎月第4月曜日に放送される90分間のアンソロジー・シリーズ『Producers' Showcase 』の製作を始めていた。NBCの親会社RCAの、当時高価だった新型カラー・テレビの普及がこの番組の目的の1つであった。
1955年3月7日、『Producers' Showcase 』の一部としてNBCはほぼオリジナル・キャストの『ピーター・パン』を生中継。これがカラー・テレビで初のブロードウェイ作品全編放送となった。この番組は当時最高の6,500万人視聴を記録。メアリー・マーティンとシリル・リチャードはこの時すでにトニー賞を獲得しており、この番組によりマーティンはエミー賞も獲得した。好評により、1956年1月9日、再度『Producers' Showcase 』で舞台中継を放送。どちらもカラーによる生中継であったが、この頃白黒放送はキネコのみが残っていた。
1960年12月8日、再度舞台中継が放送されたが、コマーシャル抜きで前回までの90分放送より延びて100分放送となり、当時出演していた子役達が成長したためオリジナル・キャストとは少し変更されていた。『Producers' Showcase 』史上最も長い放送時間だったため、特別番組として放送された。コマーシャルを挟むため第2幕が分割されたため、3幕の公演が事実上5幕公演となった。この放送はNBCのブルックリン・スタジオでカラー録画された。当時マーティンはブロードウェイで『サウンド・オブ・ミュージック』に主演中であった。この公演はテレビ用に
ヴィンセント・J・ドナヒューが演出し、全米監督協会賞を受賞した。ピーター・フォイが1954年の公演のために考案し、最初の2回の『Producers' Showcase 』でも放送されたフライングが再度作り直された。1960年に収録されたテレビ公演は1963年、1966年、1973年にも再放送された。このビデオ・テープは復刻され1989年3月24日、1990年にも再放送され、その後ディズニー・チャンネルに移行し何度か再放送されている。しかし1989年初頭、コマーシャル放送時間を増やすためによりカットされてしまった。ダーリング家のメイドのライザのダンス、ネヴァーランドの動物達によるオーケストラ『Never Never Land 』は完全に削除された。また1960年、1963年、1966年に放送されたクレジット直前の幕締めのメアリー・マーティンのNBCへの感謝の言葉も削除された。さらに『第3幕』という文字も消え去り、『第4幕』という文字が残されていたが、これは技術的ミスとみられる。
1960年に放送された『ピーター・パン』のホーム・ビデオのVHSが1990年8月28日に、DVDが1999年10月19日に、レーザーディスク(発売日不明)が発売された。
3回の放送全てNBCのスタジオの舞台で撮影されたもので、観客を入れた公演の中継ではない。
2014年12月4日にNBCで生放送ミュージカル第2弾として放送予定。ピーターパン役はアリソン・ウィリアムズ、フック船長役はクリストファー・ウォーケンが務める予定。

### 主要キャスト (1954年 - 1999年)
| 役                                | 1954年 ブロードウェイ  | 1955年 テレビ          | 1956年 テレビ          | 1960年 テレビ        | 1979年 ブロードウェイ      | 1990年 ブロードウェイ  | 1991年 ブロードウェイ      | 1998年 ブロードウェイ    | 1999年 ブロードウェイ    |
| --------------------------------- | ---------------------- | ---------------------- | ---------------------- | -------------------- | -------------------------- | ---------------------- | -------------------------- | ------------------------ | ------------------------ |
| ピーター・パン                    | メアリー・マーティン   | メアリー・マーティン   | メアリー・マーティン   | メアリー・マーティン | サンディ・ダンカン         | キャシー・リグビー     | キャシー・リグビー         | キャシー・リグビー       | キャシー・リグビー       |
| フック船長 / ミスター・ダーリング | シリル・リチャード     | シリル・リチャード     | シリル・リチャード     | シリル・リチャード   | ジョージ・ローズ           | スティーブン・ヘイナン | J・K・シモンズ             | ポール・シェフラー       | ポール・シェフラー       |
| ミセス・ダーリング                | マーガロ・ギルモア     | マーガロ・ギルモア     | マーガロ・ギルモア     | マーガロ・ギルモア   | ベス・フォウラー           | ローレン・トンプソン   | ローレン・トンプソン       | バーバラ・マカロウ       | バーバラ・マカロウ       |
| タイガーリリー                    | サンドラ・リー         | サンドラ・リー         | サンドラ・リー         | サンドラ・リー       | マリア・ポギー             | ホリー・アーウィン     | ミシェル・シューマッハ     | ダナ・ソリマンド         | ダナ・ソリマンド         |
| ウェンディ・ダーリング            | キャスリーン・ノーラン | キャスリーン・ノーラン | キャスリーン・ノーラン | マウリーン・ベイリー | マーシャ・クラマー         | シンディ・ロビンソン   | シンディ・ロビンソン       | エリサ・サガーディア     | エリサ・サガーディア     |
| マイケル・ダーリング              | ジョセフ・スタフォード | トム・ハロラン         | トム・ハロラン         | ケント・フレッチャー | ジョナサン・ワード         | チャド・ハッチソン     | ジョーイ・シー             | ドレイク・イングリッシュ | ドレイク・イングリッシュ |
| ジョン・ダーリング                | ロバート・ハリントン   | ロバート・ハリントン   | ロバート・ハリントン   | ジョーイ・トレント   | アレクサンダー・ウィンター | ブリット・ウェスト     | デイヴィッド・バーディック | チェイス・ニッフェン     | バリー・キャヴァナー     |
| ミスター・スミー                  | ジョー・E・マークス    | ジョー・E・マークス    | ジョー・E・マークス    | ジョー・E・マークス  | アーノルド・ソボロフ       | ドン・ポッター         | ドン・ポッター             | マイケル・ノストランド   | マイケル・ノストランド   |

### 再演
1979年、ブロードウェイのラント・フォンティーヌ劇場でナンシー・ホロウィッツとロニー・ホロウィッツのプロデュース、サンディ・ダンカンとジョージ・ローズ主演で554公演の再演が上演された。ダンカンはトニー賞ミュージカル主演女優賞に、『ピーター・パン』はトニー賞再演作品賞にノミネートされた。
1990年、3度目のブロードウェイ公演がラント・フォンティーヌ劇場で45公演が上演された。10ヵ月後ミンスコフ劇場で48公演追加上演された。どちらもピーター・パン役は元オリンピック体操選手のキャシー・リグビーが、フック船長役は1990年はスティーブン・ヘイナンが、1991年はJ・K・シモンズが務めた。1991年、トニー賞再演作品賞に、リグビーはトニー賞ミュージカル主演女優賞にノミネートされた。1998年、マーキス劇場で再度再演され、リグビーが主演し、フック船長役はポール・シェフラーが務め、48公演上演された。1999年、ガーシュウィン劇場にて同じ出演者で166公演上演された。この公演は1999年、トニー賞再演ミュージカル作品賞にノミネートされた。2000年10月、ラ・ミランダ劇場でA&E により8台のカメラで収録され、ゲイリー・ハーヴァーソン監督、マーク・ボウマンのプロデュースにより約96分間のビデオが発表された。舞台装置はジョン・ラコヴェリ、衣装デザインはシゲル・ヤジ、照明はマーティン・アロンスタインが務めた。フライング・イリュージョンはZFX Inc. により行なわれた。音楽監督はクレイグ・バーナが務め、ネイティブ・アメリカンの打楽器によるダンス曲に着想を得た『Ugg-a-Wugg 』を再編した。フライングでは『I'm Flying 』の前転宙返りやワイヤーが見えなくするなどいくつか変更された。
ジャック・ノースワーシーはブロードウェイでピーター・パンを演じた唯一の男性俳優で、ショー『Jerome Robbins' Broadway 』のピーター・パン役の代役であった。

### あらすじ

#### 第1幕
The Darling Nursery
ダーリング夫妻は夕方出かける準備をしており、3人の子供のうちウェンディとジョンははしゃいでいた。ミセス・ダーリングはマイケルが1人でいるのを見つけ、子守犬ナナが見ている中で3人集まらせた(『1, 2, 3 』)。ミスター・ダーリングがタイを結びながら、なぜ犬に子守させるのか聞くがミセス・ダーリングはナナを擁護。前の週の子供達の睡眠中、ナナは部屋に見知らぬ少年がいるのを見つけて驚く。ナナが彼を捕まえようとすると彼は窓から飛んでいってしまった。ナナはなんとか彼の影を捕まえ、ミセス・ダーリングはそれを引き出しにしまった。にもかかわらずミスター・ダーリングはナナは階下で寝ていたと主張。ミセス・ダーリングと子供達は子守唄を歌う(『Tender Shepherd 』)。
子供達が眠りにつくと、妖精のティンカー・ベルとピーター・パンが窓から入ってきた。ティンカー・ベルはピーター・パンに影が隠してある場所を教える。彼は影を自分に繋げようとするが、うまくいかずに泣いてしまう。ウェンディは目を覚まし、「あなた、どうして泣いているの」と尋ねる。彼が説明すると彼女は影を彼の足に縫い付けることを提案。彼は影が戻って大感激(『I've Gotta Crow 』)。ピーターはウェンディに、妖精に囲まれながら長生きをし、妖精の存在を信じないと死んでしまうことを話す。ピーターはウェンディを、影を見つけた時に誤って引き出しに閉じ込めてしまったティンカーベルに紹介しようとするが、ティンクは嫉妬し失礼な態度をとる。ウェンディは彼がどこから来たのかを尋ね、ピーターは彼の島であるネヴァーランドから来たと話す(『Never Never Land 』)。ピーターはこれまでも、彼女の母親が語る物語を聞きに時々やってきていて、それをネヴァーランドに住むロスト・ボーイズ達に話して聞かせていた。ウェンディはもしマイケルとジョンも一緒に連れて行ってくれるなら、彼とロスト・ボーイズ達に彼女が知っている限りのその物語を教えると言い、ピーターはそれを了承した。ウェンディは弟達を起こし、ピーターは彼らをネヴァーランドに招待し、飛び方を教えると約束した。彼らは喜んで了承し、ピーターが飛ぶところを見せてくれるよう頼んだ。ピーターは喜んで空に飛び上がった(『I'm Flying 』)。
ピーターは子供達に妖精の粉をかけ「楽しいことを考えて」と言った。するとすぐ子供達もピーターのように飛ぶことができた(『I'm Flying – Reprise 』)。子供達は互いに手を繋ぎながらピーターの後についていこうとするが、マイケルはライザが部屋に入ってくるのに気付き引き返そうとし、ピーターはライザにも妖精の粉をかけて一緒に来るように言う。彼らは一晩中飛んでネヴァーランドへ向かった。

#### 第2幕
Never Land
ロスト・ボーイズがピーターがいつ戻ってくるのか心配して地下の隠れ家から外に出ていると、フック船長と海賊達の声が聞こえた(『Pirate Song 』)。少年達は隠れ、フックは腹心のスミーに、子供達の中でも特にフックの腕を切り落としクロコダイルに投げ与えたピーターを殺害したいと話す。クロコダイルは味をしめてフックをもっと食べようと後をつけまわしているが、時計を食べたクロコダイルの体から時計の音がするため、フックはクロコダイルが近づくとすぐに気がつく。フックは偶然隠れ家の入り口を見つけ、毒入りケーキで少年達の終焉を計画する間、スミーと海賊達を呼び集めBGMを用意させる(『Hook's Tango 』)。突然時計の音が聞こえてクロコダイルが現れるが、フックは寸前で逃げる。海賊達も逃げたため、少年達は顔を出し安全を確かめ合う。突然タイガー・リリーが率いるインディアンの集団が現れた(『Indians 』)。彼らは少年達をそのままにし、海賊達を捕まえに行く。
少年達は突然ウェンディを見つけ、空を飛ぶ鳥と見間違う。少年の1人はインディアンを脅したのと同様に矢で火をはなつ。ピーター、マイケル、ジョンは彼女の心臓に刺さった矢を探すため地上に降り立つ。彼女は死んでいなかったが、隠れ家に入ろうとしても動くことができなかったため、ロスト・ボーイズは彼女の周りに家を建て、彼女がみんなの母親役となることを希望し(『Wendy 』)、彼女が目を覚ますとこれに同意した。フックはこっそりケーキを置くが、ウェンディはこのケーキが豪華すぎることを疑い、代わりにロスト・ボーイズに物語を話して聞かせる。フックはロスト・ボーイズが母親役を見つけたことに激高。スミーと海賊達がタランテラを踊っている間にウェンディとロスト・ボーイズを誘拐することを計画。ピーターが外で眠っている時、海賊達が船を離れた後にライザが到着し、ネヴァーランドの動物達とバレエを踊る。
冒険的な日々はすぐに過ぎた。ある日森の中でピーターのリードによりロスト・ボーイズ達と賛歌を歌った後(『I Won't Grow Up 』)、タイガー・リリーを肩に担いだ海賊を目撃。海賊達は彼女を狼に食べさせようと木にくくりつける。ピーターは隠れたがタイガー・リリーがかわいそうに思い、船長の声をまねて彼女を解放させた。フックが到着すると彼女が解放されていたことに激高。フックは森の精霊から、ピーターがフックの振りをして海賊達を騙したと聞き、この精霊はさらにフックの正体はタラだと言ってからかった。フックはこの言葉を聞いた海賊達に見捨てられたため、精霊の正体を明かそうとした。ピーターはやむを得ず美女の振りをした(『Oh, My Mysterious Lady 』)。フックは海賊達と合流しピーターを待ち伏せして捕まえようとしたが、タイガー・リリーとインディアン達により追い払われる。
隠れ家に戻り、タイガー・リリーとインディアン達も隠れ家に入ろうとすると、危うくロスト・ボーイズが彼らを撃ちそうになりピーターに制止される。彼らは平和の象徴のパイプをふかし、永遠の友情を誓う(『Ugg-a-Wugg 』)。タイガー・リリーとインディアン達は隠れ家の警護を買って出る。ウェンディはピーターにロスト・ボーイズ達に子守唄を歌ってくれるよう頼む(『Distant Melody 』)。マイケルとジョンは家に帰りたくなり、ウェンディもホームシックになってきた。ロスト・ボーイズも両親がほしくなり、ウェンディは彼女の両親が全員の両親になることを申し出る。みんなはこれを喜んだが、ピーターだけはそうすると大人になってしまうことを知っていたためついて行かないことにした。ウェンディは1年に1回スプリング・クリーニングのため戻ってくることを彼と約束した。
海賊達が攻撃してきてインディアン達を征服した。彼らはピーターに偽の警報解除信号を送り、ピーターは悲しみながらもウェンディ、彼女の弟達、ロスト・ボーイズを送り出した。彼女は出発前、ピーターが寝る前に飲む薬を用意した。仮病を使っていたピーターはウェンディが去るとベッドに潜り込み泣いた。地下の隠れ家から去ったウェンディとロスト・ボーイズ達は海賊達に捕まってしまった。一旦少年達とウェンディは海賊の船に集められ、フックは隠れ家に忍び込みピーターの薬に毒を盛り込んだ。ティンカー・ベルはピーターを起こし、フックが盛った毒のことを伝えたが、ティンカー・ベルはピーターに追い払われる。自暴自棄になった彼女は自分でその毒を飲んでしまう。死に際に彼女は、妖精の存在を信じる全ての少年少女が拍手をしてくれるならば彼女は生きることができると言う。ピーターは第四の壁に向かい、妖精の存在を信じて拍手をしてくれるようお願いする。これが叶い、ティンカー・ベルは蘇る。ピーターは剣を持ち、ウェンディとロスト・ボーイズ達の救出に向かう。

#### 第3幕
The Jolly Roger
フックは勝利を大いに喜ぶ(『Hook's Waltz 』)。戦略を練っていると、クロコダイルの時計音が聞こえパニックになる。この音は実はピーターの時計の音で、フックが萎縮している隙にピーターとロスト・ボーイズはインディアン達、動物達、そして船に隠れていたライザを救い出す。ピーターはクローゼットに隠れて、フックが送り込んだ2人の海賊を殺害。海賊達はロスト・ボーイズを運び入れ、ロスト・ボーイズは怖がっている振りをした。ピーターは海賊に変装し、海賊達はピーターを仲間のドゥードゥル・ドゥーだと信じ込み、彼がロスト・ボーイズを殺害したと思った(ピーターは海賊達殺害後も得意げにドゥードゥル・ドゥーと声高に叫ぶ)。フックはこの船は呪われていると思い、ウェンディが諸悪の根源だと考えた。海賊達はウェンディを矢面に立たせた。ピーターは変装をやめ、到着したロスト・ボーイズは武装し、インディアン達や動物達も攻撃に加わった。海賊達は敗北し、ピーターとフックは1対1の対決となりピーターが勝利した。フックは爆弾により船を破壊されることを恐れたが、ピーターが船に連れ込んだクロコダイルに出くわしてしまう。ピーターは落ちた爆弾をキャッチし、フックがクロコダイルに追いかけられ滑り落ちた後、爆弾を海に投げ捨てる。フックは爆弾により粉々になったとみられる。皆でピーターを賞賛する歌を歌う(『I've Gotta Crow" (reprise) 』)。ダーリング家の子供達と他の子供達がロンドンに行く前、ライザはピーターにドゥードゥル・ドゥーの叫び方を教わる(『I Gotta Crow – 2nd reprise 』)。
家でダーリング夫妻は子供達が戻ることを願って毎夜子供部屋の窓のそばに座っていた。子供達はそっと戻り、母親に歌いかけた(『Tender Shepherd 』reprise)。彼らの帰宅を喜び、ダーリング夫妻はロスト・ボーイズを養子にすることを快諾(『We Will Grow Up 』）。ウェンディはピーターがまた彼女のところに戻ってくれるよう祈った。
数年が経ち、ピーターが子供部屋に来ると、もうピーターのことを待ち望んでいない大人になったウェンディを見て驚く。彼はスプリング・クリーニングのために彼女にネヴァーランドに来てもらいたかったが、彼女はもう大人になり結婚してジェーンという娘もおり、行くことができないと話す。ピーターは泣き始めてしまったが、部屋の外から夫の声が聞こえて一旦部屋を出る。ジェーンが目を覚まし、彼女の母親が以前そうしたように「あなた、どうして泣いているの」と尋ねた。ピーターは自己紹介をしたが、ジェーンは母親の語る物語から彼のことをすでに知っていた。彼女はネヴァーランドに連れて行ってもらうことと飛び方を習うことをずっと待ち望んできた。ピーターは元気を取り戻し、彼女に妖精の粉をかけたが、部屋に戻ってきていたウェンディは飛ぶことができず「私も一緒に行けたらよかったのに」と言い、ピーターは一瞬悲しそうにするが理解したように笑顔で「無理だね。だってほらウェンディ、君は大人になりすぎちゃったからね」と言った。ウェンディは仕方なくジェーンを「スプリング・クリーニングのためだけ」に行かせた。彼女の娘と「大人になりたがらない少年」は夜の空を飛んでいった(『Finale: Never Never Land – Reprise 』)。

### 楽曲
オリジナル・ブロードウェイ版の楽曲を以下に示す。
| 題名                     | 出演者                                                         | 作曲                                                | 作詞                 |
| ------------------------ | -------------------------------------------------------------- | --------------------------------------------------- | -------------------- |
| Overture                 |                                                                | ジューリー・スタイン ムース・チャーラップ           |                      |
| Tender Shepherd          | ウェンディ, ジョン, マイケル, ミセス・ダーリング               | ムース・チャーラップ                                | キャロリン・リー     |
| I've Gotta Crow          | ピーター・パン                                                 | ムース・チャーラップ                                | キャロリン・リー     |
| Never Never Land         | ピーター・パン                                                 | ジューリー・スタイン                                | コムデン＆グリーン   |
| I'm Flying               | ピーター・パン, ウェンディ, ジョン, マイケル                   | ムース・チャーラップ                                | キャロリン・リー     |
| Pirate Song              | フック船長、海賊達                                             | ムース・チャーラップ                                | キャロリン・リー     |
| Hook's Tango             | フック船長、海賊達                                             | ムース・チャーラップ                                | キャロリン・リー     |
| Indians                  | タイガー・リリー、インディアン達                               | ムース・チャーラップ                                | ムース・チャーラップ |
| Wendy                    | ピーター・パン、子供達                                         | ジューリー・スタイン                                | コムデン＆グリーン   |
| Tarantella               | フック船長、海賊達                                             | ムース・チャーラップ                                | キャロリン・リー     |
| Never Never Land         | ライザ、動物達のダンス                                         | ジューリー・スタイン トゥルード・リットマン（編曲） |                      |
| I Won't Grow Up          | ピーター・パン, スライトリー, カーリー, ツインズ(双子)、子供達 | ムース・チャーラップ                                | キャロリン・リー     |
| Oh, My Mysterious Lady   | ピーター・パン、フック船長                                     | ジューリー・スタイン                                | コムデン＆グリーン   |
| Wendy                    | ウェンディ、子供達                                             | ジューリー・スタイン                                | コムデン＆グリーン   |
| Ugg-a-Wugg               | ピーター・パン, タイガー・リリー, 子供達、インディアン達       | ムース・チャーラップ                                | キャロリン・リー     |
| Distant Melody           | ピーター・パン                                                 | ジューリー・スタイン                                | コムデン＆グリーン   |
| Captain Hook's Waltz     | フック船長、海賊達                                             | ジューリー・スタイン                                | コムデン＆グリーン   |
| Reprise: I Gotta Crow    | ピーター・パン, カンパニー                                     | ムース・チャーラップ                                | キャロリン・リー     |
| Reprise: Tender Shepherd | ウェンディ, ジョン、マイケル                                   | ムース・チャーラップ                                | キャロリン・リー     |
| We Will Grow Up          | ダーリング一家, 子供達                                         | ムース・チャーラップ                                | キャロリン・リー     |
| Finale: Never Never Land | ピーター・パン                                                 | ジューリー・スタイン                                | コムデン＆グリーン   |

### 役柄
- ピーター・パン: ミュージカルではアルトの女性により演じられる。大人になりたくない少年で空を飛ぶことができる。
- ティンカー・ベル: 歌うシーンはない。小さな光でのみ表現される妖精。彼女の「台詞」は効果音のみであり、人間が理解できる言葉で話すことができないため他の出演者が代弁する。

ダーリング一家
- ウェンディ・モイラー・アンジェラ・ダーリング: ダーリング家の長女。ソプラノ。
- ジョン・ダーリング: ウェンディの上の弟。ボーイソプラノ。
- マイケル・ダーリング: ウェンディの下の弟。ボーイソプラノ。
- ミスター・ジョージ・ダーリング: ダーリング家の父親。バリトン/テナー。
- ミセス・メアリー・ダーリング: ダーリング家の母親。(歌手ではない女優によって演じられる)
- ナナ: 犬/乳母(録音による鳴き声のみ)
- ライザ: ダーリング家のメイド。アルト。
- ジェーン: ウェンディの娘(歌うシーンはない)

ネヴァーランドの年をとらない子供達
- スライトリー・ソリッド: 最も生意気。ボーイソプラノ。
- トゥートルズ: 最も幼い。ボーイソプラノ。
- ツインズ(双子)#1 (ボーイソプラノ), #2 (ボーイソプラノ), カーリー (ボーイソプラノ), ニブス (ボーイソプラノ)

タイガー・リリー: インディアンのプリンセス。アルト。
海賊達
- フック船長: ピーター・パンの敵。通常ミスター・ダーリングと同じ俳優によって演じられる。バリトン/テナー。
- スミー: フックの仲間。(歌うシーンはない)
- スターキー、ビル・ジュークス、チェッコ、ヌードラー、ミュリンス

ネヴァーランドでは動物が登場し鳴き声を出すが台詞はない。ナナなどのように人間によって演じられる。

### 受賞歴

#### オリジナル・ブロードウェイ公演
| 年   | 賞       | 部門                   | ノミネート者         | 結果 |
| ---- | -------- | ---------------------- | -------------------- | ---- |
| 1955 | トニー賞 | ミュージカル主演女優賞 | メアリー・マーティン | 受賞 |
| 1955 | トニー賞 | ミュージカル助演男優賞 | シリル・リチャード   | 受賞 |
| 1955 | トニー賞 | 舞台技術賞             | リチャード・ロッダ   | 受賞 |

#### 1979年、ブロードウェイ再演
| 年   | 賞                       | 部門                   | ノミネート者       | 結果       |
| ---- | ------------------------ | ---------------------- | ------------------ | ---------- |
| 1980 | トニー賞                 | 再演作品賞             | 再演作品賞         | ノミネート |
| 1980 | トニー賞                 | ミュージカル主演女優賞 | サンディ・ダンカン | ノミネート |
| 1980 | ドラマ・デスク・アワード | ミュージカル主演女優賞 | サンディ・ダンカン | ノミネート |

#### 1990年、ブロードウェイ再演
| 年   | 賞       | 部門                   | ノミネート者       | 結果       |
| ---- | -------- | ---------------------- | ------------------ | ---------- |
| 1991 | トニー賞 | 再演作品賞             | 再演作品賞         | ノミネート |
| 1991 | トニー賞 | ミュージカル主演女優賞 | キャシー・リグビー | ノミネート |

#### 1998年、ブロードウェイ再演
| 年   | 賞       | 部門                   | ノミネート者           | 結果       |
| ---- | -------- | ---------------------- | ---------------------- | ---------- |
| 1999 | トニー賞 | 再演ミュージカル作品賞 | 再演ミュージカル作品賞 | ノミネート |

## 日本での公演
日本においても『ピーター・パン』を基にした公演は様々な形で行われているが、その中で最も著名なものが大手芸能プロダクション・ホリプロが制作を手がけるブロードウェイミュージカル『ピーター・パン』である。
公演の発端は、ホリプロ所属の和田アキ子が、たまたまアメリカ公演を観に行き、当時の堀威夫社長に「いいですよ、これ、子ども大人しく見てるし」と国内での公演を要望したこと。
1981年8月2日に、新宿コマ劇場25周年記念作品として上演された。初回では、主演のピーター・パンを榊原郁恵が演じている。日本で初のフライングのある上演は話題となり、同所において榊原主演で7年間、主に7月から8月にかけて1か月上演され、夏の風物詩となった。それ以降、出演者や演出、劇場は変更されながらも毎年上演され続け、2021年で日本上演40周年を迎えている。
音楽はブロードウェイ版を使ってはいるが、幕合やシーンはかなりの変更が加えられている。
1998年から2000年までは『新ピーターパン』というタイトルで上演された。
2016年8月16日、梅田芸術劇場公演の舞台稽古中に、ピーターパン役の唯月ふうかがスタッフの操作ミスにより落下し、左目眼窩底吹き抜け骨折の怪我を負い、8月17日の大阪公演は中止となる。

### 上演日時・キャスト
|    | 上演日時                                                     | 劇場                                                        | 演出       | 訳詞                                          | ピーター・パン             | ウェンディ          | フック船長/ ダーリング |
| -- | ------------------------------------------------------------ | ----------------------------------------------------------- | ---------- | --------------------------------------------- | -------------------------- | ------------------- | ---------------------- |
| 1  | 1981年8月2日 - 8月30日（50回）                               | 新宿コマ劇場                                                | 福田善之   |                                               | 榊原郁恵                   | 香坂みゆき          | 金田龍之介             |
| 2  | 1982年4月 - 8月（74回）                                      | 新宿コマ劇場 他                                             | 福田善之   | 榊原郁恵                                      | 香坂みゆき 菊田広美 潘恵子 | 金田龍之介 瑳川哲朗 |                        |
| 3  | 1983年7月21日 - 8月10日（32回）                              | 新宿コマ劇場                                                | 福田善之   | 榊原郁恵                                      | 比企理恵                   | 上條恒彦            |                        |
| 4  | 1984年7月28日 - 8月28日（46回）                              | 新宿コマ劇場                                                | 福田善之   | 榊原郁恵                                      | 比企理恵                   | 岡村喬生            |                        |
| 5  | 1985年8月1日 - 8月31日（46回）                               | 新宿コマ劇場                                                | 福田善之   | 榊原郁恵                                      | 比企理恵                   | 岡村喬生            |                        |
| 6  | 1986年8月 （46回）                                           | 新宿コマ劇場                                                | 福田善之   | 榊原郁恵                                      | 比企理恵                   | 金田龍之介          |                        |
| 7  | 1987年8月1日 - 8月31日（46回）                               | 新宿コマ劇場                                                | 福田善之   | 榊原郁恵                                      | 比企理恵                   | 金田龍之介          |                        |
| 8  | 1988年8月1日 - 8月27日（47回）                               | 新宿コマ劇場                                                | 青井陽治   | 青井陽治（翻訳・訳詞）                        | 沖本富美代 沖本美智代      | 新田恵利            | 宝田明                 |
| 9  | 1989年8月 （46回）                                           | 新宿コマ劇場                                                | 青井陽治   | 青井陽治（翻訳・訳詞）                        | 沖本富美代 沖本美智代      | 坂井順子            | 宝田明                 |
| 10 | 1990年9月 （18回）                                           | 青山劇場                                                    | 加藤直     |                                               | 沖本富美代 沖本美智代      | 中里美保            | 佐山陽規               |
| 11 | 1991年3月 - 1992年3月（109回）                               | 青山劇場 他                                                 | 加藤直     | 沖本富美代 沖本美智代                         | 中里美保                   | 佐山陽規            |                        |
| 12 | 1992年7月 - 12月（113回）                                    | 青山劇場 他                                                 | 加藤直     | 沖本富美代 沖本美智代 相原勇                  | 大西結花 寺尾友美          | 峰岸徹 佐山陽規     |                        |
| 13 | 1993年3月19日 - 12月（102回）                                | 青山劇場 他                                                 | 加藤直     | 沖本富美代 沖本美智代 相原勇                  | 中嶋美智代                 | 佐山陽規            |                        |
| 14 | 1994年4月1日 - 12月（107回）                                 | 青山劇場                                                    | 加藤直     | 沖本富美代 沖本美智代 相原勇                  | 堀川早苗                   | 川崎麻世 武田茂     |                        |
| 15 | 1995年4月1日 - 12月（107回）                                 | 青山劇場 他                                                 | 加藤直     | 沖本富美代 相原勇                             | 堀川早苗                   | 川崎麻世            |                        |
| 16 | 1996年3月 -                                                  | 青山劇場 他                                                 | 加藤直     | 沖本富美代 宮本裕子                           | 小高恵美 立花理佐          | 川崎麻世 岡幸二郎   |                        |
| 17 | 1997年7月21日 - 9月25日                                      | 彩の国さいたま芸術劇場 他                                   | 加藤直     | 沖本富美代 宮本裕子                           | 松下恵                     | 佐山陽規            |                        |
| 18 | 1998年8月9日 -                                               | 新国立劇場オペラ劇場 他                                     | 釜紹人     | 秋島百合子（翻訳） 釜紹人（潤色・訳詞）       | 笹本玲奈                   | 今村雅美            | 古田新太               |
| 19 | 1999年8月3日 -                                               | 新国立劇場オペラ劇場 他                                     | 釜紹人     | 秋島百合子（翻訳） 釜紹人（潤色・訳詞）       | 笹本玲奈                   | 小沢真珠            | 古田新太               |
| 20 | 2000年8月1日 - 9月3日                                        | 新国立劇場オペラ劇場 他                                     | 釜紹人     | 秋島百合子（翻訳） 釜紹人（潤色・訳詞）       | 笹本玲奈                   | 小橋めぐみ          | ROLLY                  |
| 21 | 2001年                                                       | 青山劇場 他                                                 | 鈴木裕美   | 秋島百合子（翻訳） 鈴木裕美（潤色・訳詞）     | 笹本玲奈                   | 芳本美代子          | 尾藤イサオ             |
| 22 | 2002年7月19日 - 7月30日                                      | 東京国際フォーラム ホールC                                  | 鈴木裕美   | 秋島百合子（翻訳） 鈴木裕美（潤色・訳詞）     | 笹本玲奈                   | 芳本美代子          | 鶴見辰吾               |
| 23 | 2003年7月19日 - 8月31日(30回)                                | 東京国際フォーラム ホールC                                  | 鈴木裕美   | 秋島百合子（翻訳） 鈴木裕美（潤色・訳詞）     | 中村美貴                   | 瀬戸カトリーヌ      | 鶴見辰吾               |
| 24 | 2004年7月23日 - 8月4日                                       | 東京国際フォーラム ホールC                                  | 鈴木裕美   | 秋島百合子（翻訳） 鈴木裕美（潤色・訳詞）     | 中村美貴                   | 入絵加奈子          | 鶴見辰吾               |
| 25 | 2005年7月21日 - 7月31日                                      | 東京国際フォーラム ホールC                                  | 松本祐子   | 秋島百合子（翻訳） 松本祐子（潤色・訳詞）     | 宮地真緒                   | 岩崎ひろみ          | 石川禅                 |
| 26 | 2006年7月22日 - 8月27日（30回）                              | 東京国際フォーラム ホールC 他                               | 松本祐子   | 秋島百合子（翻訳） 松本祐子（潤色・訳詞）     | 宮地真緒                   | 岩崎ひろみ          | 石川禅                 |
| 27 | 2007年7月20日 - 8月29日（31回）                              | 東京国際フォーラム ホールC 他                               | 松本祐子   | 秋島百合子（翻訳） 松本祐子（潤色・訳詞）     | 高畑充希                   | 剱持たまき          | 鶴見辰吾               |
| 28 | 2008年7月19日 - 8月24日（26回）                              | 東京国際フォーラム ホールC 他                               | 松本祐子   | 秋島百合子（翻訳） 松本祐子（潤色・訳詞）     | 高畑充希                   | 馬渕英俚可          | 鶴見辰吾               |
| 29 | 2009年7月22日 - 8月3日（20回）                               | 東京国際フォーラム ホールC 他                               | 松本祐子   | 秋島百合子（翻訳） 松本祐子（潤色・訳詞）     | 高畑充希                   | 神田沙也加          | 橋本じゅん             |
| 30 | 2010年7月19日 - 8月1日（20回）                               | 東京国際フォーラム ホールC 他                               | 松本祐子   | 秋島百合子（翻訳） 松本祐子（潤色・訳詞）     | 笹本玲奈 高畑充希          | 神田沙也加          | 橋本じゅん             |
| 31 | 2011年7月20日 - 8月21日（22回）                              | 東京国際フォーラム ホールC 他                               | 桑原裕子   | 秋島百合子（翻訳） 桑原裕子（潤色・訳詞）     | 高畑充希                   | 神田沙也加          | 橋本じゅん             |
| 32 | 2012年7月20日 - 8月1日                                       | 東京国際フォーラム ホールC                                  | 桑原裕子   | 秋島百合子（翻訳） 桑原裕子（潤色・訳詞）     | 高畑充希                   | 佐藤すみれ 仁藤萌乃 | 武田真治               |
| 33 | 2013年7月14日 - 8月4日                                       | 東京国際フォーラム ホールC 他                               | 桑原裕子   | 秋島百合子（翻訳） 桑原裕子（潤色・訳詞）     | 唯月ふうか                 | 仁藤萌乃            | 橋本じゅん             |
| 34 | 2014年7月13日 - 8月16日                                      | 東京国際フォーラム ホールC 他                               | 玉野和紀   | 玉野和紀（潤色・訳詞）                        | 唯月ふうか                 | 福田沙紀            | 大貫勇輔               |
| 35 | 2015年7月20日 - 8月2日                                       | 東京国際フォーラム ホールC 他                               | 玉野和紀   | 玉野和紀（潤色・訳詞）                        | 唯月ふうか                 | 入来茉里 佐藤すみれ | 大貫勇輔               |
| 36 | 2016年7月24日 - 8月17日（16回）                              | 東京国際フォーラム ホールC 他                               | 玉野和紀   | 玉野和紀（潤色・訳詞）                        | 唯月ふうか                 | 入来茉里 片山陽加   | 吉野圭吾               |
| 37 | 2017年7月24日 - 8月3日（16回）                               | 東京国際フォーラム ホールC 他                               | 藤田俊太郎 | 青井陽治（翻訳・訳詞）                        | 吉柳咲良                   | 神田沙也加          | 鶴見辰吾               |
| 38 | 2018年7月21日 - 8月26日（26回）                              | 東京国際フォーラム ホールC 他                               | 藤田俊太郎 | 青井陽治（翻訳・訳詞）                        | 吉柳咲良                   | 河西智美            | ISSA                   |
| 39 | 2019年7月21日 - 8月25日（24回）                              | 彩の国さいたま芸術劇場 大ホール 他                          | 藤田俊太郎 | 青井陽治（翻訳・訳詞）                        | 吉柳咲良                   | 河西智美            | NESMITH（EXILE）       |
| 40 | 2020年8月2日 - 9月6日（全公演中止） →2021年7月22日 - 8月29日 | 東京建物 Brillia HALL 他 めぐろパーシモンホール 大ホール 他 | 森新太郎   | 秋島百合子（翻訳） フジノサツコ（潤色・訳詞） | 吉柳咲良                   | 美山加恋            | 小西遼生               |
| 41 | 2022年7月23日 - 8月14日                                      | 東京国際フォーラム ホールC 他                               | 森新太郎   | 秋島百合子（翻訳） フジノサツコ（潤色・訳詞） | 吉柳咲良                   | 岡部麟              | 小西遼生               |
| 42 | 2023年7月25日 - 8月27日                                      | 東京国際フォーラム ホールC 他                               | 長谷川寧   | 福田響志（翻訳・訳詞）                        | 山﨑玲奈                   | 岡部麟              | 小野田龍之介           |
| 43 | 2024年7月24日 - 8月2日                                       | 東京国際フォーラム ホールC 他                               | 長谷川寧   | 福田響志（翻訳・訳詞）                        | 山﨑玲奈                   | 鈴木梨央            | 小野田龍之介           |
| 44 | 2025年7月28日(月)〜8月6日(水                                 | 東京国際フォーラム ホールC 他                               | 長谷川寧   | 福田響志（翻訳・訳詞）                        | 山﨑玲奈                   | 山口乃々華          | 石井一孝               |

### 冠スポンサー（東京公演）
- 大正製薬（榊原郁恵ピーターパン時代）
- 江崎グリコ（郁恵ピーター、沖本姉妹ピーター時代）
- エステー化学（沖本姉妹&相原ピーター時代）
- セブン-イレブン・ジャパン（中村ピーター、宮地ピーター時代）
- NTTドコモ（ - 2014年）
- メインランドジャパン（2015年 - ）